# Le Temps du loup
Le Temps du loup is een Frans-Oostenrijks-Duitse dramafilm uit 2003 onder regie van Michael Haneke.

## Verhaal
Een gezin komt aan op hun buiten en ontdekt dat er een ander gezin in hun huis woont. De indringers willen hen wegjagen met een wapen. De vader wordt doodgeschoten en de moeder en de kinderen vertrekken onmiddellijk. Door de tragedie is hun leven nooit meer hetzelfde.

## Rolverdeling
| Acteur                 | Personage                           |
| ---------------------- | ----------------------------------- |
| Isabelle Huppert       | Anne Laurent                        |
| Béatrice Dalle         | Lise Brandt                         |
| Patrice Chéreau        | Thomas Brandt                       |
| Rona Hartner           | Arina                               |
| Maurice Bénichou       | Mijnheer Azoulay                    |
| Olivier Gourmet        | Koslowski                           |
| Brigitte Roüan         | Béa                                 |
| Lucas Biscombe         | Ben, de zoon van Anne en Georges    |
| Hakim Taleb            | Jonge vluchteling                   |
| Anaïs Demoustier       | Eva, de dochter van Anne en Georges |
| Serge Riaboukine       | Leider                              |
| Maryline Even          | Mevrouw Azoulay                     |
| Florence Loiret-Caille | Nathalie Azoulay                    |
| Branko Samarovski      | Politieagent                        |
| Daniel Duval           | Georges Laurent, de man van Anne    |